# Contrat de soutien et d'aide par le travail
Le contrat de soutien et d'aide par le travail est, en droit français, le contrat qui doit être proposé par un établissement ou service d'accompagnement par le travail (ESAT) à une personne handicapée accueillie dans cette catégorie d'établissements.
Il constitue, à ce titre, une variété du contrat de séjour de droit commun.

## Régime juridique
Le régime juridique du contrat de soutien et d'aide par le travail a été décrit en détail dans un article publié au lien ci-dessous.
Pour tout ce qui n’est pas régi par ce régime, s’applique aux travailleurs handicapés des ESAT le régime de droit commun qui reconnaît, protège et promeut les droits fondamentaux des personnes accueillies ou accompagnées par tout établissement ou service social ou médico-social.

## Liens
- Olivier POINSOT, "Le contrat de soutien et d'aide par le travail", Droit & Santé no 17, mai 2007, p. 276-300